# Battles in the North
Battles in the North – trzecia płyta studyjna norweskiego zespołu blackmetalowego Immortal wydana 15 maja 1995 roku przez francuską wytwórnię płytową Osmose. Do utworów "Blashyrkh (Mighty Ravendark)" oraz "Grim and Frostbitten Kingdoms" powstały teledyski, które zostały wydane tego samego roku na kasecie VHS Masters of Nebulah Frost.

## Lista utworów
1. "Battles in the North" – 4:11
2. "Grim and Frostbitten Kingdoms" – 2:47
3. "Descent into Eminent Silence" – 3:10
4. "Throned by Blackstorms" – 3:39
5. "Moonrise Fields of Sorrow" – 2:24
6. "Cursed Realms of the Winterdemons" – 3:59
7. "At the Stormy Gates of Mist" – 3:00
8. "Through the Halls of Eternity" – 3:35
9. "Circling above in Time before Time" – 3:55
10. "Blashyrkh (Mighty Ravendark)" – 4:34

Utwory dodatkowe na edycji limitowanej z 1996 roku
1. "Diabolical Fullmoon Mysticism" – 0:42
2. "Unholy Forces of Evil" – 4:28
3. "The Cold Winds of Funeral Frost" – 3:40

## Twórcy
- Olve "Abbath" Eikemo – śpiew, gitara basowa, perkusja
- Harald "Demonaz" Nævdal – gitara
- Eirik "Pytten" Hundvin – produkcja
- O.I. – oprawa graficzna albumu, zdjęcia
- Jeroen van Valkenburg – okładka albumu w wersji limitowanej z 1996 roku

## Wydania
- Osmose, 15 maja 1995 – wydanie europejskie na płycie CD
- Osmose, 15 maja 1995 – wydanie europejskie na płycie płycie gramofonowej
- The End, 1995 – wydanie amerykańskie na płycie CD
- Osmose, 1996 – wydanie limitowane do 3000 sztuk na płycie CD w opakowaniu typu "slipcase" z alternatywną oprawą graficzną – obrazem Jeroen'a van Valkenburg'a oraz trzema dodatkowymi utworami pochodzącymi z minialbumu Immortal (1991)

## Wideografia
- "Blashyrkh (Mighty Ravendark)" – David Palsar, sierpień 1995
- "Grim and Frostbitten Kingdoms" – David Palsar, sierpień 1995 (w roli perkusisty wystąpił Jan Axel "Hellhammer" Blomberg, nie brał on jednak udziału w nagrywaniu muzyki)